# Kirche von Öved

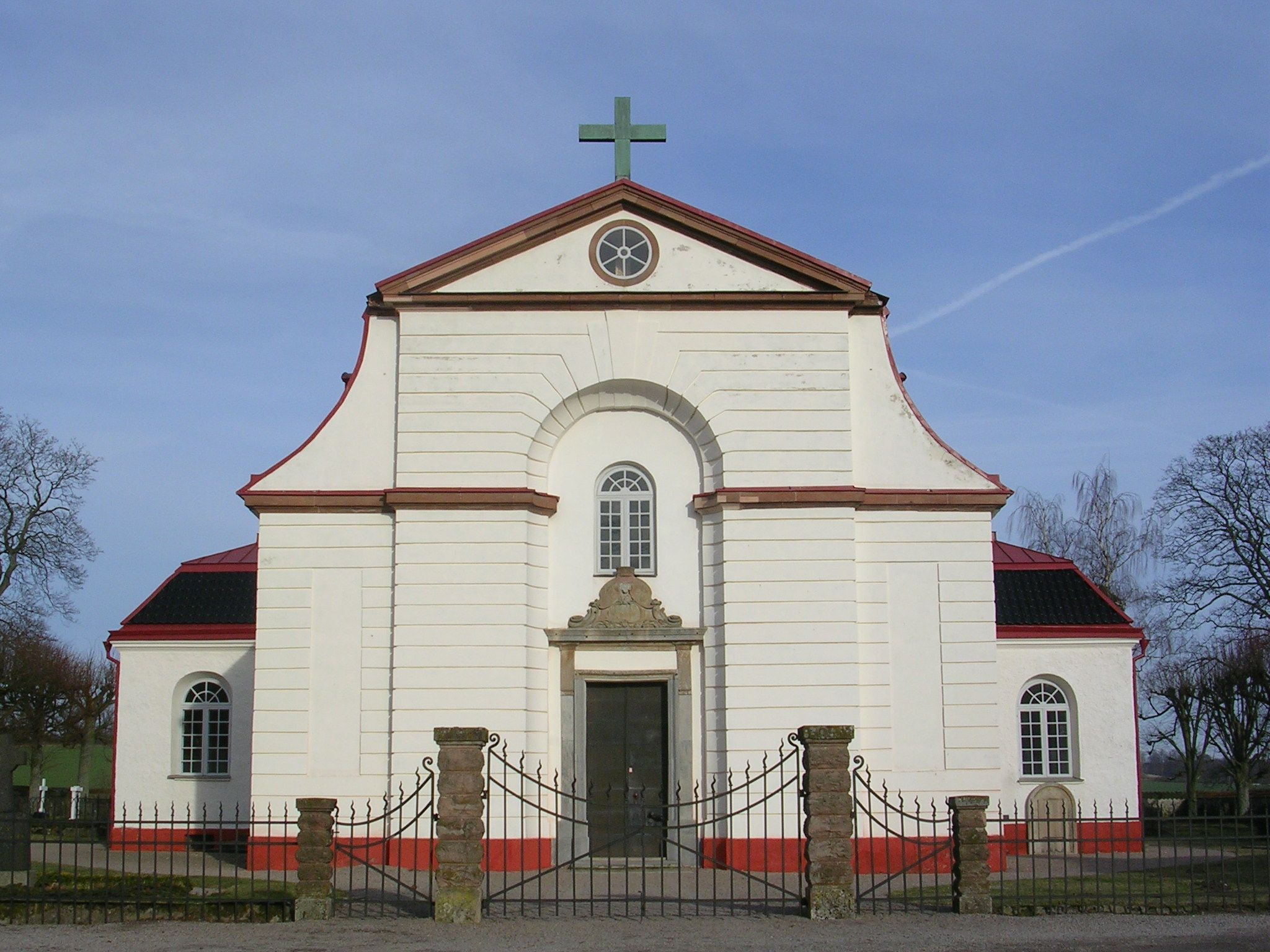
Kirche von Öved

Die Kirche von Öved (schwedisch Öveds kyrka) ist eine der ausgeprägtesten Rokoko-Kirchen Schwedens. Sie liegt in der Gemeinde Sjöbo in der historischen südschwedischen Provinz Schonen, nahe dem See Vombsjön und dem Schloss Övedskloster.
Die Kirche wurde von 1759 bis 1761 nach Plänen Carl Hårlemans von Carl Fredrik Adelcrantz erbaut, die Einrichtung im Rokoko-Stil wurde von Jean Eric Rehn realisiert.
In der Kirche befindet sich ein vom italienischen Meister Caravaggio inspiriertes Gemälde. Die Orgel wurde 1806 von Olof Schwan geschaffen.
Flankiert wird die Kirche von zwei weißen zweistöckigen Häusern, die 1810 errichtet wurden und ursprünglich als Schule bzw. Altenheim dienten.